# ビル・ラズウェル
ビル・ラズウェル（Bill Laswell、1955年2月12日 - ）は、アメリカ合衆国イリノイ州出身のベーシスト、音楽プロデューサーである。電子音楽、エレクトロニカ、実験音楽、ダブ、テクノ、アンビエント、アヴァンギャルド、ワールドミュージックなどさまざまなジャンルの音楽を制作し、関わったアーティスト、作品は膨大な数に上る。エレクトロ、ハイテク録音機器をフィーチャーした作風でも知られている。
マテリアル、ゴールデン・パロミノス、デッドライン、プラクシスなど、結成したユニットも数多い。

## 来歴
ラズウェルは、1960年代後半の、ファンカデリックのようなサイケデリック・ロックとファンクを融合したバンドや、イギー・アンド・ストゥージズ、MC5らのデトロイト・ガレージロック・シーンに影響を受けた。1970年代にニュー・ヨークの実験音楽シーンに触発されてジョルジオ・ゴメルスキーのロフトに参入。ヘンリー・カウ、マグマなど多くのアーティストと交流を開始した。1970年代後半、主要プロデューサー、パートナーとして、パリ在住のジョン・カラコスのレーベル、セルロイド・レコードでの制作を始める。国内外のアヴァンギャルド音楽のアルバムの配給を行う。
1970年代後半には、ゴングのヒッピー音楽家、デヴィッド・アレンとニューヨーク・ゴングを結成した。
1979年頃、エンジニアのマーティン・ビシらとともにブルックリンにてレコーディング・スタジオを設立。ブライアン・イーノをスタジオに招き、レコーディング。スタジオ・コンセプトが気に入ったイーノが機材を提供した。ノー・ウェイヴの録音や、マイケル・バインホーン、フレッド・マーらと実験的ポスト・パンク・バンド、マテリアルの活動を開始。並行してアート・リンゼイ、アントン・フィアー、フレッド・フリスらとのゴールデン・パロミノスでの活動も行っている。1980年にはフレッド・フリス、フレッド・マーとのマサカーも活動を開始した。
1980年代にヒップホップ・ミュージック・シーンに合流し、ファブ・ファイヴ・フレディとの『Change The Beat』や、アフリカ・バンバータとの「Time Zone」名義による12インチ・シングルをセルロイドからリリース、ラップ・ミュージックのオリジネイター、ラスト・ポエッツのアルバムも配給した。
1983年、ラズウェル / マテリアル全面バックアップによるハービー・ハンコックのアルバム『フューチャー・ショック』が、スクラッチやエレクトロニクスを駆使したヒップホップの名盤として高い評価を受け、収録曲「ロックイット」は第26回グラミー賞で最優秀R&Bインストゥルメンタル・パフォーマンス賞を受賞。初のソロ・アルバム『ベースラインズ』を発表。
1985年、フィリップ・ウィルソンと結成したバンド、デッドラインでアルバムを発表。マヌー・ディバンゴ、バーニー・ウォーレル。ジャコ・パストリアスらがゲストとして参加した。パブリック・イメージ・リミテッド『アルバム』(1985年)、ジンジャー・ベイカー『Horses & Trees』(1986年)、坂本龍一『ネオ・ジオ』(1987年)などの作品プロデュースの他、スライ&ロビーのリズムセクションを起用したミック・ジャガー『シーズ・ザ・ボス』(1985年)、オノ・ヨーコ『スターピース』(1985年)などのアルバムや、スライ&ロビー名義のアルバム『ランゲージ・バリアー』(1985年)、『リズム・キラーズ』(1987年)なども制作している。またブーツィー・コリンズと親しくなり、ブーツィー参加のアルバムが増えている。
1986年にラスト・イグジットの活動を始め、グラインドコア、ノイズのサウンド・プロデュースを試みた。この時期の主なプロデュース作品には、モーターヘッド『オーガズマトロン』(1986年) 、イギー・ポップ『インスティンクト』(1988年)、ラモーンズ『ブレイン・ドレイン』(1989年)、ホワイト・ゾンビ『Make Them Die Slowly』(1989年)などがある。
1990年代以降はクリス・ブラックウェルのアイランド・レコードにアクシアム・レーベルを設立して電子音楽やデトロイト・テクノへの関心を高めフリー・ジャズやダブと絡めて行く。1991年、ペインキラー、プラクシスといったグループを結成し活動を開始。デッドライン名義で、ブーツィー・コリンズやヨナス・エルボーグらと共演し、アルバムを制作した。1992年のプラクシスのアルバム『トランスミューテイション』のレコーディングには、DJ KRUSH、DJスプーキー、ジャー・ウォブル、ファラオ・サンダース、ブーツィー・コリンズやバーニー・ウォーレル、ウィリアム・S・バロウズをゲストに迎えて制作している。
レコーディング・エンジニアのオズ・フリッツとともにアフリカ、アラブ、アジア、カリブなど世界各地でのフィールド・レコーディングや、それらを素材にしたダブ作品をサブ・ローザ・レーベルや多数のレコード・レーベルから発表する。1999年にサブ・ローザ・レーベルからカットアップを多用した作品『Hashisheen -The End Of Law』をリリースしており、ジェネシス・P・オリッジとの共同作品を収録している。
また1990年代中頃からリミックス・プロジェクトをスタートし、1997年のボブ・マーリー『ドリームス・オブ・フリーダム』をはじめ、マイルス・デイヴィス『パンサラッサ～マイルス・リミックス!』(1998年) 、カルロス・サンタナ『ディヴァイン・ライト:カルロス・サンタナRemix』(2001年)など、ラズウェルの考察による再構築アルバムを制作している。
2000年代に入ると琉球アンダーグラウンド、ニルス・ペッター・モルヴェルら新世代のアーティストのリミックスも手がけ、インド音楽とダブを融合させたタブラ・ビート・サイエンスを始動させる。

## 主なバンド、ユニット
マテリアル
- 自己のレコード・レーベル、セルロイドから作品をリリースしている。ラズウェル以外のメンバーは流動的で、方向性もアルバムごとに変わる。4作目『ハリューシネイション・エンジン』では、ジャズ、ファンク、ダブ、アンビエント、ワールドミュージックが絶妙にミックスされた。アルバム『ワン・ダウン』ではホイットニー・ヒューストンによるメジャー・デビュー前の歌手としての録音がある。

ゴールデン・パロミノス
- ジョン・ライドン、マイケル・スタイプ（R.E.M.）、アントン・フィアーらも参加している。

マサカー
- フレッド・フリス、フレッド・マーとのトリオで結成された即興と実験性をもったアヴァンロック・バンド。もともと1980年代初頭のみの活動だったが、1998年に再結成。ドラムがマーからチャールズ・ヘイワードに交代した。

デッドライン
- ジャコ・パストリアス、ブーツィー・コリンズらとの録音がある。

プラクシス
- バケットヘッド、ブレイン、Pファンクのブーツィー・コリンズ、バーニー・ウォーレルらによって結成され、ファンクやメタルを融合した音楽を志向し、ジョン・ゾーン、ブラインド・イディオット・ゴッドの参加によるハードコア・ミュージックの2作目、トリオ編成の3作目などベクトルは様々。2004年、吉田達也とフジロックフェスティバルで共演。

ラスト・イグジット
- ペーター・ブロッツマン、ソニー・シャーロック、ロナルド・シャノン・ジャクソンというフリー・ジャズ系のミュージシャンを集めて結成されたアヴァンギャルド・ミュージック・グループ。

ペインキラー
- ジョン・ゾーン、ミック・ハリスと共に結成されたブラストビート・ユニット。

タブラ・ビート・サイエンス
- ザキール・フセインらインド音楽のグルや、エレクトロニカ世代のタルヴィン・シン、カーシュ・カーレィ、DJ Diskらと結成したダブ・ブレイク・ビーツ・ユニット。

## ディスコグラフィ

### ソロ・アルバム
- 『ベースラインズ』 - Baselines (1983年)
- 『ヒア・ノー・イーブル』 - Hear No Evil (1988年)
- Outer Dark (1994年)
- Silent Recoil: Dub System One (1995年)
- Oscillations (1996年)
- 『シティ・オブ・ライト』 - City of Light (1997年)
- Oscillations 2 (1998年)
- Invisible Design (1999年)
- 『キューバ幻想』 - Imaginary Cuba (1999年)
- Permutation (1999年)
- Dub Chamber 3 (2000年)
- Lo. Def Pressure (2000年)
- 『フィルムトラックス2000』 - Filmtracks 2000 (2001年)
- Points of Order (2001年)
- Version 2 Version: A Dub Transmission (2004年)
- Invisible Design II (2009年)
- Means of Deliverance (2012年)
- Túwaqachi (The Fourth World) (2012年)
- Kauai : The Arch Of Heaven (2014年)
- Sample Material: International Free-Zone (2019年)
- 『アゲインスト・エンパイア』 - Against Empire (2020年)